# Bethesda, Maryland
Bethesda är en större förort till Washington D.C. belägen i Montgomery County i Maryland. Bethesda är ett icke-inkorporerat område, vilket bland annat innebär att det inte finns någon fast stadsgräns.

## Bakgrund
Bethesda tog sitt namn efter kyrkan Bethesda Presbyterian Church, byggd 1820 och återuppbyggd 1850. Kyrkan tog i sin tur sitt namn efter de arameiska orden Beth Hesda som betyder "Barmhärtighetens hus". National Institutes of Health har sitt huvudkontor i Bethesda.
Befolkningen var 55 277 invånare i folkräkningen för år 2000. Bethesda är en förort, delvis med storskalig höghusbebyggelse, med en hög genomsnittlig inkomst och utbildningsnivå. Många är högre tjänstemän som arbetar i Washington D.C. Orten ingår i storstadsområdet Baltimore-Washington metropolitan area.

## Galleri

Bethesda från luften.
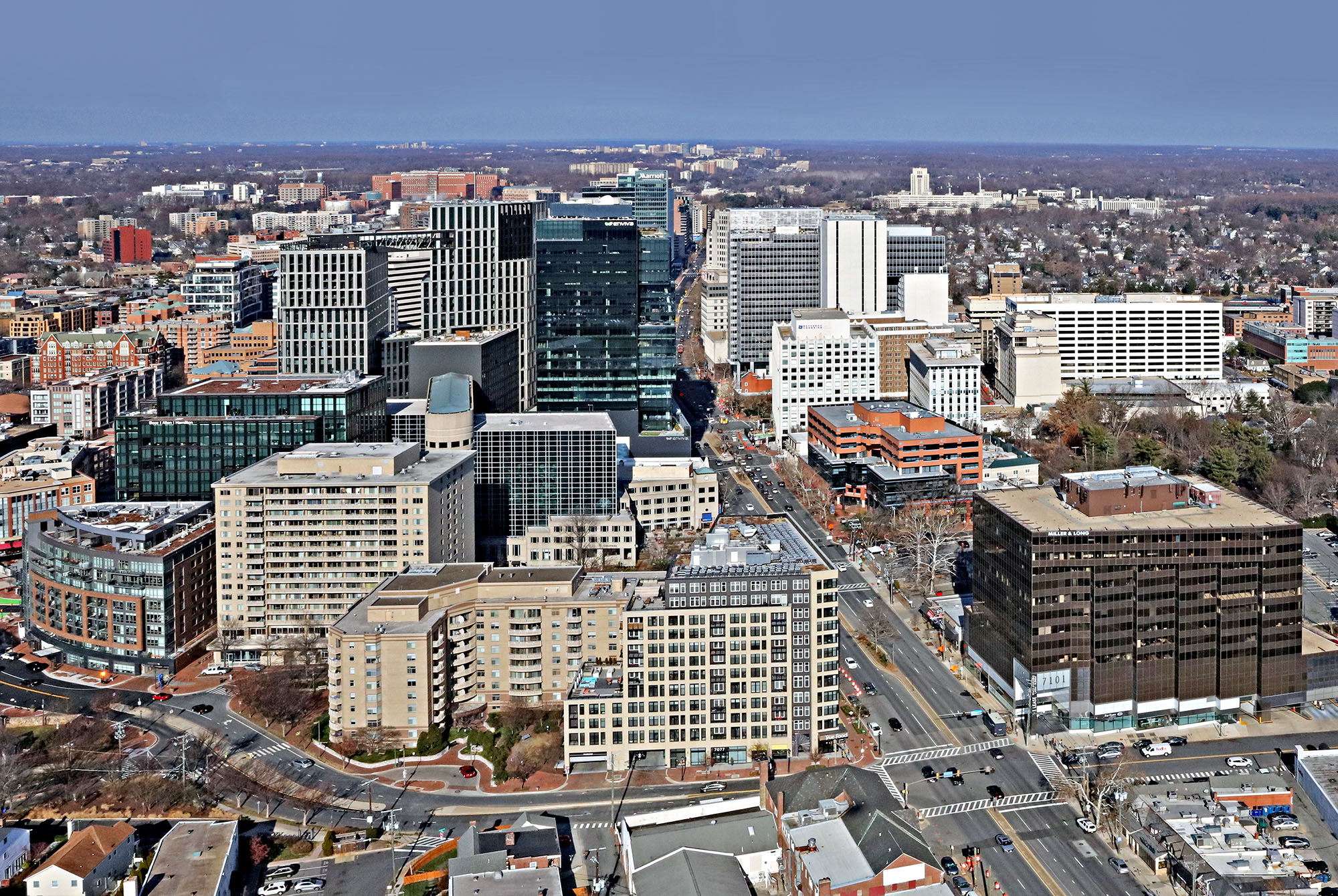
Vy av centrala Bethedsa norrut från Wisconsin Avenue.
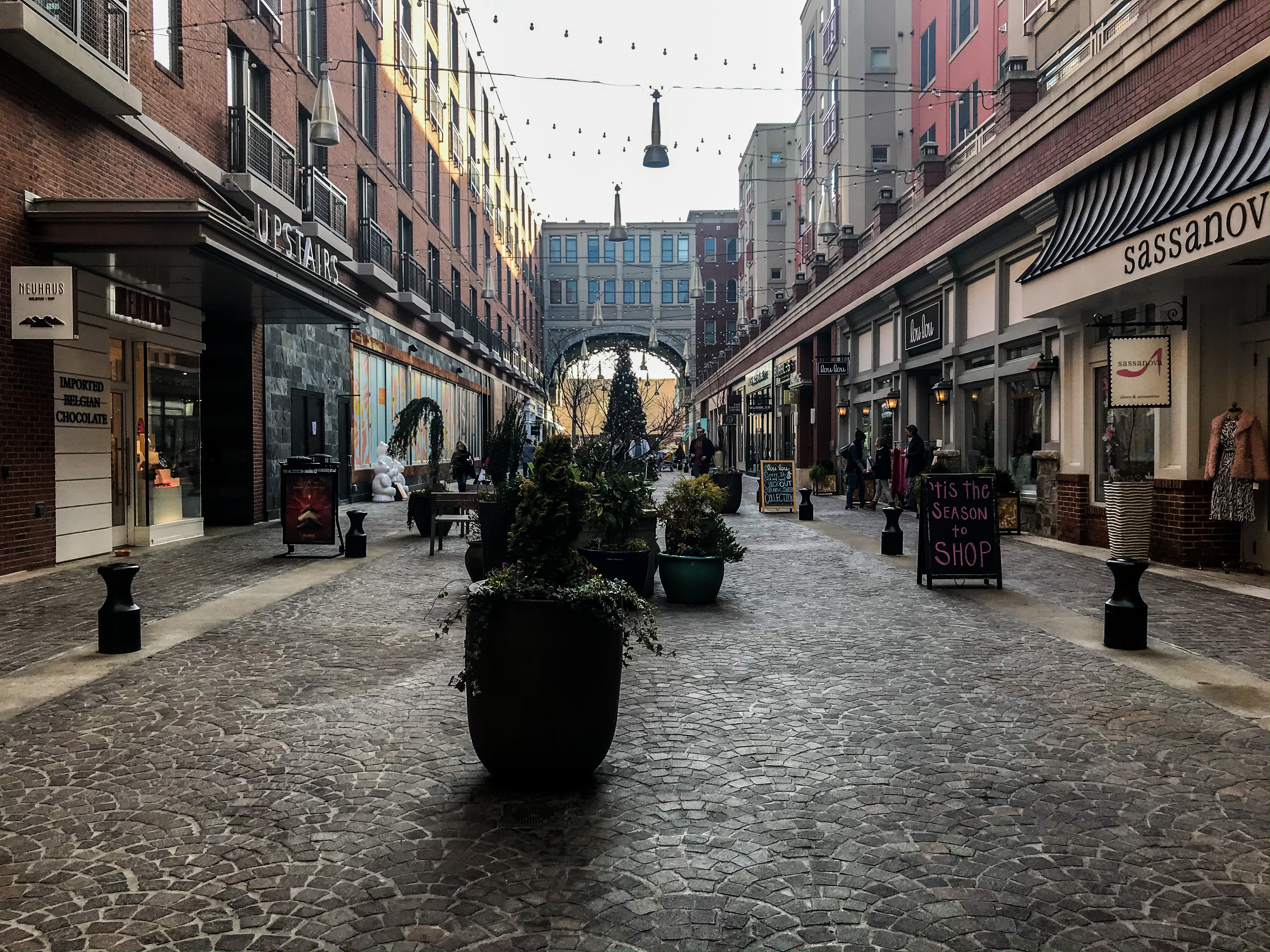
Bethesda Row.
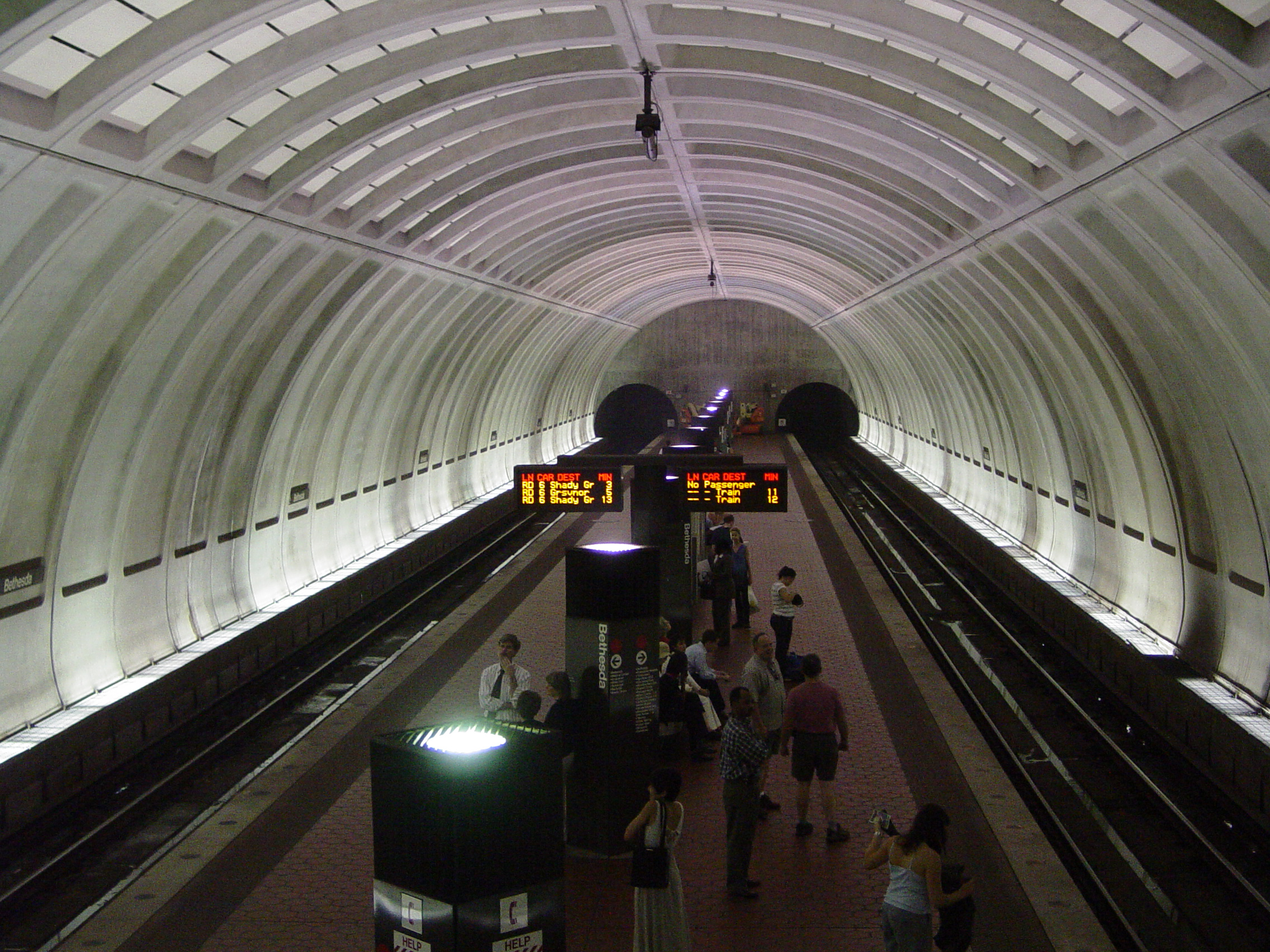
Tunnelbanestationen.